# Phrurolinillus lisboensis
Phrurolinillus lisboensis is een spinnensoort uit de familie van de Phrurolithidae.
De wetenschappelijke naam van de soort werd in 1995 gepubliceerd door Jörg Wunderlich.